# ولیکی سکچج
ولیکی سکچج (به لاتین: Veliki Skočaj) یک زیستگاه انسانی در بوسنی و هرزگوین است که در بیهاچ واقع شده‌است.